# 리아코라스 센터
리아코라스 센터(Liacouras Center)는 미국 펜실베이니아주 필라델피아에 위치한 실내 경기장이다.